# 킴코
킴코(KYMCO) 또는 광양공업(중국어 정체자: 光陽工業, 병음: guāngyáng gōngyè 광양궁예[*])은 타이완 가오슝시에 본사가 있는 중화민국의 모터사이클 제조 회사로, 정식 명칭은 광양공업 고분유한공사(중국어 정체자: 光陽工業股份有限公司, 병음: guāngyánggōngyè gǔfènyǒuxiàngōngsī 광양궁예 구펀요우시안공쓰[*], 영어: Kwang Yang Motor Co., Ltd)이다. 킴코라는 명칭은 영문 명칭인 "Kwang Yang Motor Co, Ltd"의 약칭이며, 브랜드명은 한자로 "광양기차(光陽機車)", 영어로 "KYMCO"로 각각 표기한다. 주력 제품은 50cc에서 250cc의 모터사이클이지만, ATV나 시니어카(장애인, 노약자용 전동 스쿠터), 발전기도 생산한다. 1963년 가오슝시에서 설립되었고 2008년 기준으로, 타이완 국내 최대 모터사이클 제작사다.
1964년, 혼다 기연 공업에서 기술제휴를 맺고 주로 250cc 이하 소형 배기량의 스쿠터, 크루저 바이크, ATV 등을 생산하고 있었다. 산양공업(三陽工業, SYM)과 같이 혼다와의 기술제휴 위에서 대만 국내에서 혼다 상표로 판매하다가, 기술제휴 해소 후 지금은 유럽을 중심으로 세계 50개국, 연간 300,000대를 수출한다.
2009년 2월 2일에 2행정 엔진의 50cc 모델은 재고가 없어 판매를 종료했다. 현재 50cc는 4행정 엔진의 모델만 있다.

## 제품

### 스쿠터
- 마이로드 700i
- 익사이팅 250/500
- 캐논 125
- 다운타운 125i/200i/300i
- 그랜드딩크 50/125/150/250
- 딩크
- RV 250i
- RV 200i/125i
- V링크
- 레이싱 150Fi/125Fi
- 어질리티 125/50
- 캡처 125
- 룩커 125S
- 스너 100/50
- 탑보이
- 바이탤리티 50 4T
- 수퍼 9S
- 룩커
- KCR125

### 매뉴얼 모터사이클
- NSR150
- KTR125
- 베녹스250

### ATV
- UXV500
- MXU50/150/250/300/500
- MXER150

## 같이 보기
- 대만의 기업 목록